# Pop'n music 9
Pop'n music 9 (ポップンミュージック 9 Poppun myūjikku 9?) es la novena entrega de la saga de pop'n music. Fue lanzado el 26 de diciembre de 2002 para arcade, y poco más tarde, se estrenó el 19 de febrero de 2004 para consola. La versión AC cuenta con unas 306 canciones, mientras que la versión CS tiene solamente 111 canciones, siendo la entrega CS con más canciones de la franquicia.

## Nuevas características
- Primer pop'n music en funcionar con tarjetas de e-Amusement, y también el primero en soportar el sistema de ee'MALL, además de utilizar canciones provenientes de la misma.
- Primera entrega en presentar el nuevo modo Osusume mode (lit. Recomendación). Este modo sería utilizado hasta pop'n music 11.
- Primer videojuego AC en ejecutarse con el hardware Bemani Viper, el cual es exclusivamente usado en las series de Pop'n music (con excepción de ParaParaParadise 2ndMIX). El hardware hace que los colores de los gráficos sean incluso más intensos que de los que eran con Firebeat. Viper sería utilizado hasta pop'n music FEVER! y a la vez reemplazado por Bemani PC a partir de pop'n music ADVENTURE.
- El tema y los diseños del juego se basan en una Cafetería.
- Primer videojuego que hace aparición de canciones Long Version, las cuales suelen durar más de dos minutos, y equivalen a dos stages enteros.
- Primera entrega que permite al jugador en jugar con casi todos los personajes disponibles, no únicamente con los antiguos de sus entregas predecesoras, sino también con los personajes de género Tv/Anime.
- Primer videojuego en contar con la velocidad Hi-SPEED x6 y la única en incluir la velocidad Hi-SPEED x8.
- Última entrega CS el cual se debe jugar al menos una vez las canciones en Arcade mode para poder jugarlos en Free mode.

## Modo de juego

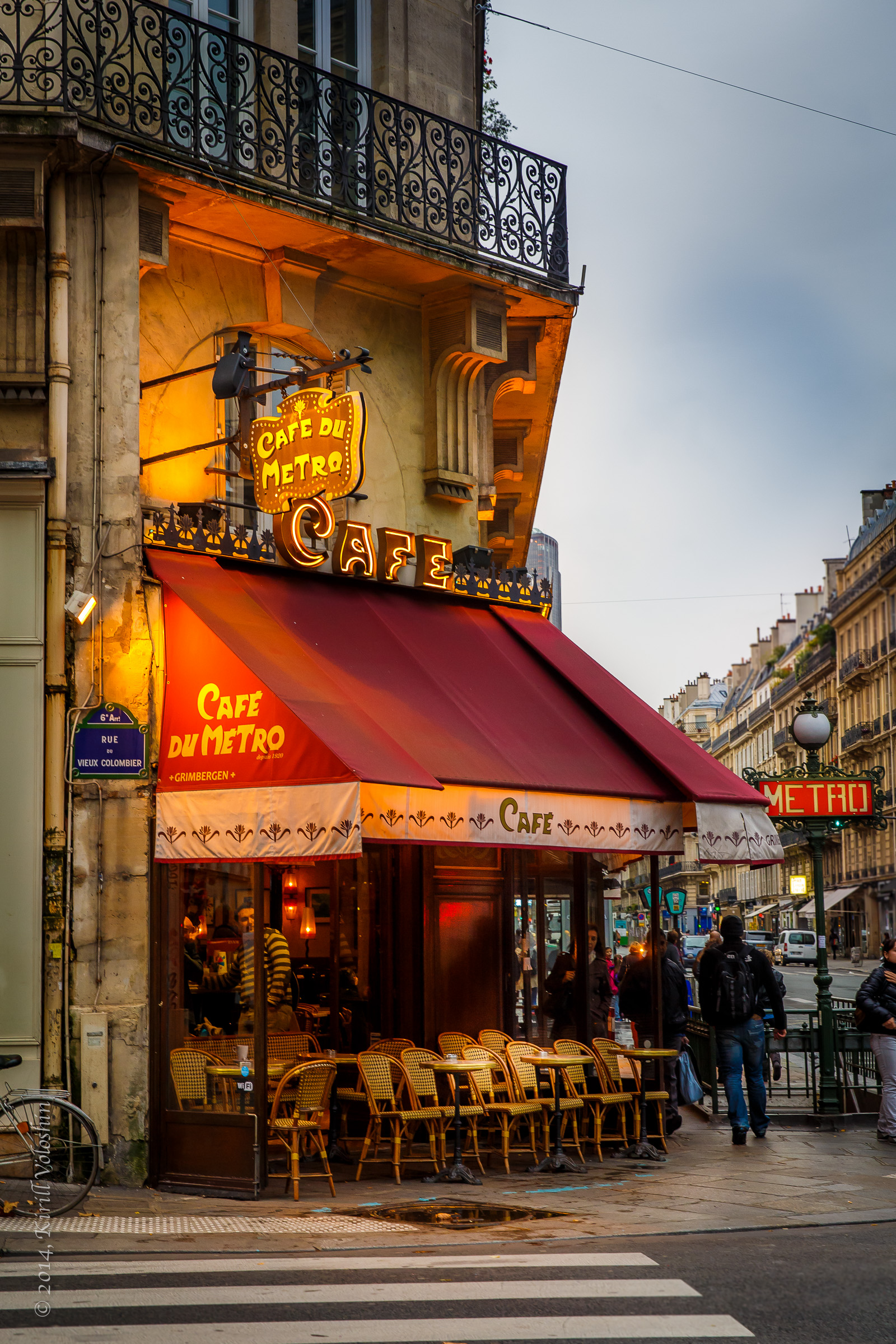
Foto de una cafetería tomada en París, Francia.

- Normal mode: Es el modo normal del juego el cual se puede jugar de 5 a 9 botones. Si el jugador falla en el primer stage, pasará inmediatamente al siguiente stage para seleccionar otra canción. Disponibles 3 canciones por cada set.

- Osusume mode: Es el modo nuevo agregado al juego. Al jugador se le hace preguntas, y el videojuego crea una lista de canciones basado en las preguntas y selecciones que el jugador haya hecho. Disponible tres canciones por set.

- Challenge mode: Es el modo desafío en el juego. Después de seleccionar una canción determinada, debe escoger inmediatamente dos Normas u Ojamas, las cuales dependiendo de la dificultad tendrán cierta cantidad de Challenge points, puntos necesarios para acumular puntos y clasificar en el ranking correspondiente. En Pop'n music 9 CS, este sirve para desbloquear contenido Omake, que ahora solo consiste en una galería de cientos de imágenes y tarjetas de e-Amusement con motivos de las series de pop'n music.

- Battle mode: Es el modo batalla del juego. En ella compiten dos jugadores uno contra el otro, el cual el contrincante debe hacer una puntuación mayor que su adversario. Si el jugador que consiga ganar dos stages ganará el set y dará por terminado el juego. Disponible máximo tres canciones por set, y solo tres botones por jugador.

- Expert mode: Siendo el modo Nonstop en el juego, el cual el jugador debe seleccionar uno de los Courses que están disponibles en el juego. Un Course consiste en un set de 4 canciones seleccionadas por su género, estilo, tipo, etc. Durante todo el course, el jugador deberá evitar que la barra de energía, que se ubica en donde suele estar la barra de Groove Gauge, se vacíe por completo a toda costa.

## Canciones Long version

El símbolo del videojuego es la taza de té.

Son canciones que por lo general, son la versión completa de una canción existente en Pop'n music. Mientras que una canción normal del juego pueden durar entre un minuto y medio o dos, las canciones largas pueden durar de tres minutos e incluso hasta cuatro minutos. En el juego, estas son adaptaciones de canciones que anteriormente salieron en entregas pasadas o también nuevas, y solo están disponibles en el primer y segundo stage, ya que cada canción equivale a jugar dos stages enteros.

## Gambler de Z
Es el principal sistema de desbloqueo de canciones de Pop'n music 9, basado en Sugoroku de 8 de pop'n music 8. Este minijuego aparece al final de cada set. El principal objetivo es mover a Toru Kamikaze por toda la mazmorra sin fin, recolectando cofres de tesoro y combatiendo enemigos, en su eterna búsqueda de canciones ocultas.
Al final de cada partida, el minijuego  se inicia automáticamente, independientemente del número de canciones que el jugador haya jugado, asumiendo que jugó un stage completo (tres canciones en total), se le permite rodar en este caso 3 de los 4 dados disponibles (Los cuatro dados estarán disponibles después que jugar un Course completo en el Expert mode). Los primeros 2 dados suman un total de 12 puntos, mientras que el tercero dará un valor multiplicador que multiplique los puntos primeramente mencionados. 
- Un ejemplo sería lo siguiente:

{\displaystyle {\;\left(4\qquad +\qquad 6\right)\qquad \times \qquad \;5\qquad \ =\qquad 50 \atop 1er\ dado\qquad 2do\ dado\qquad multiplicador\qquad total}}
En este caso, el jugador debería moverse en 50 espacios en total.
- En caso de que el jugador complete un course entero o consiga jugar un set más el extra stage:

{\displaystyle {\;\left(4\qquad +\qquad 6\qquad +\qquad 3\right)\qquad \times \qquad \;5\qquad \ =\qquad 65 \atop 1er\ dado\qquad 2do\ dado\qquad 3er\ dado\qquad multiplicador\qquad total}}
En este caso, el jugador deberá moverse en 65 espacios en total.

### Dirección
Cada cuarto en la mazmorra tiene dos salidas. El cual, uno de ellos llevará al jugador a un cuarto diferente. Cuando el jugador se tope en un espacio en donde el camino se divida en dos, deberá utilizar los botones azules (en PlayStation 2, los direccionales izquierda y derecha) para alternar la ruta de dirección, y el botón rojo (en PlayStation 2 el botón círculo) para tomar la decisión requerida. Existen un total de 14 habitaciones, los cuales son: A, B, C, D, E, F, G, H, I, J, K, L, M, N y O. 
La primera vez que el jugador juega por primera vez, siempre comenzará en la habitación A.

### Cofres y recompensas
Al igual que cualquier juego RPG, Gambler de Z está repleto de tesoros en todo el lugar. Los cofres contienen canciones nuevas, canciones del ee'MALL, personajes jugables, ojamas del modo Challenge, y niveles Hyper y EXTRA para determinadas canciones. A menudo el jugador puede toparse con cofres que contienen piezas "Z", una moneda del juego el cual el jugador no puede encontrarle uso alguno. Cabe resaltar también que los contenidos y el orden de los cofres de tesoros pueden variar totalmente. Por ejemplo, mientras que en algunos casos se pueden obtener una canción exclusiva del ee'MALL en el primer intento, en otras veces el jugador tendría que jugar hasta 5 turnos para poder encontrar algún cofre.

### Jefes
Al final de cada determinada habitación, se encuentra localizado un jefe enemigo, el cual deberá combatir contra él. Todos los jefes (un total de 6 jefes en total), tienen un total de 3 vidas (♥♥♥), el cual el jugador puede infligir daño completando el juego la canción específica que el jefe tiene como predeterminada.
Cada jefe tiene una canción específica (por lo general, en nivel EX y con modificadores). Se puede jugar superando la canción para matar de una sola intención al enemigo, o también perder 3 veces para derrotar al jefe y conseguir la recompensa, tales como el mismo personaje,  su canción disponible  y un nuevo Course, e inmediatamente se abre un agujero el cual lleva al jugador de nuevo al punto de inicio en la mazmorra, de modo que puede tomar otras rutas para completar el minijuego al 100%.

## Canciones TV & Anime
- Título: CAT'S EYE
  - Género: CATS
  - Artista: ♪♪♪♪♪

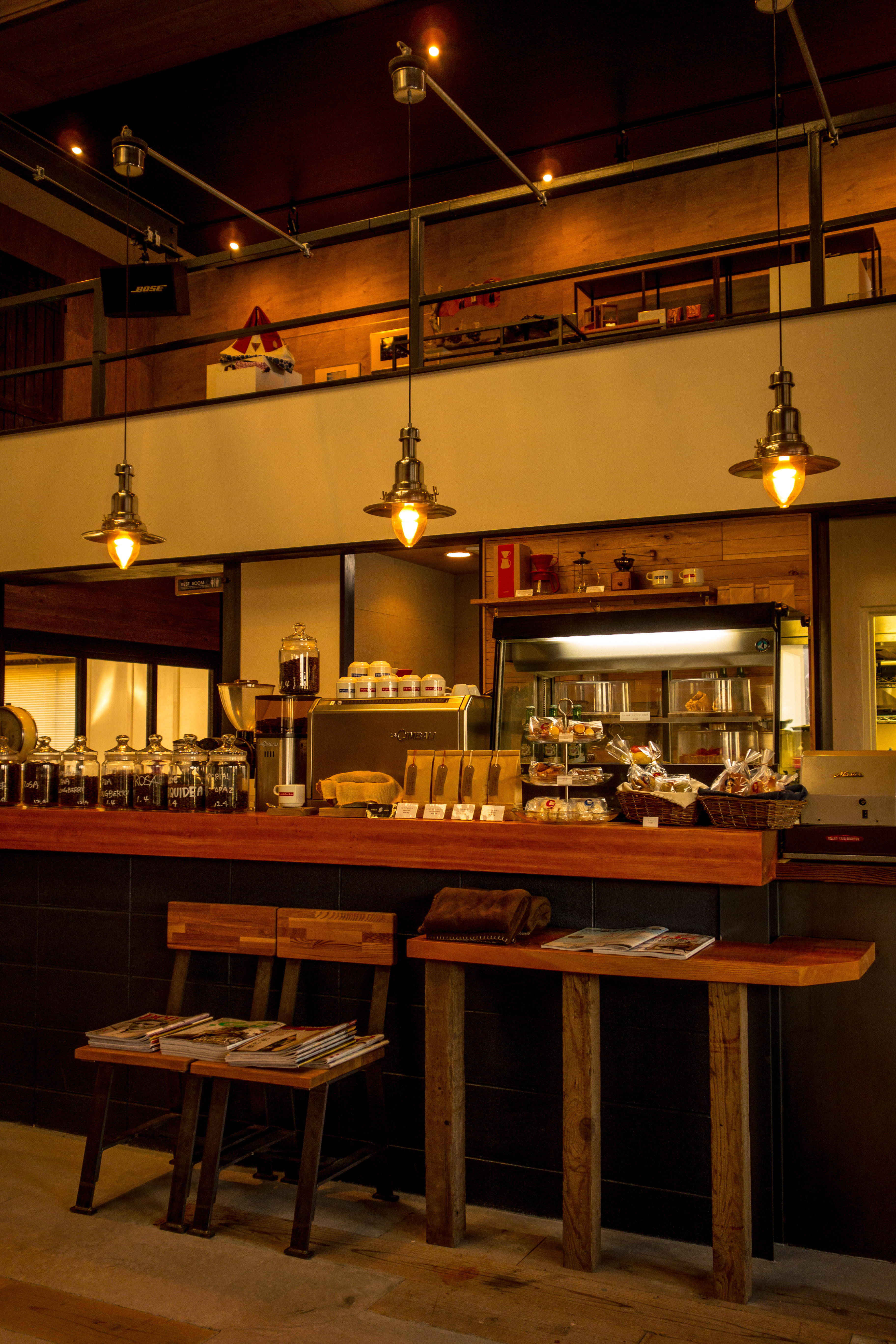
El tema y diseño de esta entrega es sobre una cafetería japonesa. Foto de una cafetería en Japón.

  - Procedencia: Es el primer opening de Cat's Eye, anime de género Shōnen principalmente creado como manga por Tsukasa Hōjō publicado en 1981 y emitido en julio de 1983, contando con dos temporadas de 36 y 37 episodios en total.

- Título: 誰がために (Dare ga tame ni)
  - Género: 009
  - Artista: 竹内　浩明
  - Procedencia: Es el título de la canción del primer opening de Cyborg 009, anime de género acción creado en Toei Animation y emitido en marzo de 1979. Transmitido originalmente por TV Tokyo en Japón.

- Título: 新オバケのQ太郎 (Shin obake no Q tarō)
  - Género: OBA Q
  - Artista: ふじのマナミ
  - Procedencia: Uno de los openings del anime de género comedia Obake no Q-Taro, conocido también en Latinoamérica y en España como El fantasma Q-taro, fue creado por Fujiko Fujio en su versión manga en 1964, y adaptado al anime por TMS Entertainment cuya emisión fue desde agosto de 1965 hasta marzo de 1967.

- Título: ホネホネロック (Honehonerokku)
  - Género: HONE HONE
  - Artista: D-crew+1
  - Procedencia: Es una de las 4 canciones provenientes de la serie japonesa Ponkickies que han aparecido en Pop'n music. Las otras canciones son:
    - パタパタママ (patapatamama), el cual aparece en  Pop'n music 10.
    - バブルバスガール (Baburubasugāru), aparece en Pop'n music いろは.
    - 歩いて帰ろう (Aruitekaerō), apareciendo en Pop'n music Sengoku Retsuden.

- Título: Somebody Stole My Gal
  - Género: ナニワ
  - Artista: ♪♪♪♪♪
  - Procedencia: Somebody Stole My Gal es una canción popular compuesta por Leo Wood en 1918.

- Título: IN THE MOOD
  - Género: HIGHSO
  - Artista: ♪♪♪♪♪
  - Procedencia: Esta canción fue compuesta por el músico Glenn Miller, el cual fue considerado todo un éxito, ya que encabezó la lista de canciones favoritas en los Estados Unidos en el año 1940. Fue uno de los 100 importantes trabajos musicales del siglo XX del género Big Band, según la NPR.

- Título: コンピューターおばあちゃん (Konpyūtā o bāchan)
  - Género: A.I.おばあちゃん
  - Artista: V.C.O. featuring Alt
  - Procedencia: Esta canción de fondo fue usado por el show de radio NHK llamado Sound Street en 1981. Fue cantada originalmente por Yuko Sakaitsukasa.

## Canciones nuevas
La siguiente tabla muestra las nuevas canciones introducidas en el juego:
- Para ver la lista completa de canciones disponibles en el juego, véase: Anexo:Canciones de Pop'n music 9

| Nombre                                                               | Género              | Artista                                 | Personaje      | Disponible en Arcade | Disponible en PlayStation 2 |
| Anime&TV                                                             | Anime&TV            | Anime&TV                                | Anime&TV       | Anime&TV             | Anime&TV                    |
| -------------------------------------------------------------------- | ------------------- | --------------------------------------- | -------------- | -------------------- | --------------------------- |
| CAT'S EYE                                                            | CATS                | ♪♪♪♪♪                                   | Rave girl      | Sí                   | Sí                          |
| 誰がために                                                           | 009                 | 竹内 浩明                               | Mimi           | Sí                   | Sí                          |
| 新オバケのQ太郎                                                      | OBA Q               | ふじのマナミ                            | Nyami          | Sí                   | Sí                          |
| ホネホネロック                                                       | HONE HONE           | D-crew+1                                | hone nyami     | Sí                   | Sí                          |
| Somebody Stole My Gal                                                | ナニワ              | ♪♪♪♪♪                                   | P-1&P-2        | Sí                   | Sí                          |
| IN THE MOOD                                                          | HIGHSO              | ♪♪♪♪♪                                   | MEBAE          | Sí                   | Sí                          |
| コンピューターおばあちゃん                                           | A.I.おばあちゃん    | V.C.O. featuring Alt                    | Alt            | Sí                   | Sí                          |
| Konami Originals                                                     |                     |                                         |                |                      |                             |
| Requiem                                                              | MISSA               | St.Naya~n                               | MeMe           | Sí                   | Sí                          |
| 垂直OK!                                                              | 俺ポップ            | Jimmy Weckl feat. 岩志太郎              | Bronson        | Sí                   | Sí                          |
| 森の鼓動                                                             | PASTORAL            | N.A.R.D.                                | Silvia         | Sí                   | Sí                          |
| GOODBYE CHOCOLATE KISS                                               | CHOCO POP           | Lab Pop Orange                          | RIE♥chan       | Sí                   | Sí                          |
| COQUETTE                                                             | FRENCH BOSSA        | SAKURAI yasushi feat. SAORI             | BELLE          | Sí                   | Sí                          |
| 雪の華                                                               | TAIGA DRAMA         | NAYA~N交響楽団                          | Kagetora       | Sí                   | Sí                          |
| ラブラブギウギ♥                                                      | SHOWA BOOGIE WOOGIE | 亜熱帯マジ-SKA爆弾 feat.MAKI            | kurumi         | Sí                   | Sí                          |
| ぼくってウパ?                                                        | BIO MIRACLE         | Mr.T                                    | UPA / RUPA     | Sí                   | Sí                          |
| North Wind                                                           | HYPER J-POP 2       | TËЯRA                                   | JUDY           | Sí                   | Sí                          |
| ダイナミック! アトミック! スペース・カウ・ボーイズ＆ガールズ ~ver.1~ | CYBER ROCKABILLY    | 新堂敦士                                | FORCE          | Sí                   | Sí                          |
| ナタラディーン                                                       | TABLA'N BASS        | Q-Mex                                   | NaN            | Sí                   | Sí                          |
| White Eve                                                            | WINTER DANCE        | さな                                    | TSURARA        | Sí                   | Sí                          |
| ロシアのおみやげ                                                     | COSSACK             | Next file feat.Mercey                   | Ivan           | Sí                   | Sí                          |
| デパ地下のお話                                                       | DEPA FUNK           | School                                  | SOUJI / SEIJI  | Sí                   | Sí                          |
| ヨコシマ・カラー・ベイビー                                           | PHILLY SOUL         | SENAX                                   | Nina           | Sí                   | Sí                          |
| 掌の革命                                                             | PRIDE               | Kiyommy + Seiya                         | Mary           | Sí                   | Sí                          |
| コヨーテの行方 (ゆくえ)                                              | COWGIRL SONG        | good-cool feat. 山下直子                | Ema            | Sí                   | Sí                          |
| 今日は今日でえがったなゃ                                             | COUNTRY BEATS       | とどのすけとめたろう                    | MC.TOME        | Sí                   | Sí                          |
| 禁じられた契約                                                       | DARKNESS 2          | フレディ波多江とエレハモニカ            | Zizz           | Sí                   | Sí                          |
| twinkle song                                                         | CHILDREN POP        | Oh,la,la!                               | Annie          | Sí                   | Sí                          |
| 2tone                                                                | MODS                | Love And Zest                           | Jeff           | Sí                   | Sí                          |
| ☆shining☆                                                            | GIRLS ROCK          | りゆ&のりあ                             | Bis子          | Sí                   | Sí                          |
| ドキドキ妄想空回りシンドローム (ドキ・カラ)                          | PEACH IDOL          | 秋葉レイ                                | KIRARA         | Sí                   | Sí                          |
| Tower of the Sun                                                     | ROCK FUSION         | ナヤ～ン feat. 野獣王国                 | BoB 2002       | Sí                   | Sí                          |
| Filament Circus                                                      | CAROL               | パーキッツ                              | Poet           | Sí                   | Sí                          |
| cobalt                                                               | HIPUNK              | Des-ROW・組スペシアル                   | HAYATO         | Sí                   | Sí                          |
| 男々道                                                               | HIP ROCK 2          | Des-ROW・組                             | 六             | Sí                   | Sí                          |
| CS Original Songs                                                    |                     |                                         |                |                      |                             |
| Tokyo Traffic Report                                                 | SLY                 | ナメカワキミヲとザ・ハイターズ          | Morry vs. SUIT | No                   | Sí                          |
| 流星模様                                                             | SILKY               | 浅井裕子                                | AGEHA          | No                   | Sí                          |
| 蝶になれ                                                             | FOLK SOUL 2         | 兎 usagi                                | Mary           | No                   | Sí                          |
| We get it together                                                   | UK POP'80           | ミッキー・マサシ                        | SHARK          | No                   | Sí                          |
| Sunny Sunday's Sky                                                   | NEOMOTOWN           | Ariko Shimada                           | Lucy           | No                   | Sí                          |
| LAZY GIRL                                                            | BEAT ROCK           | KMJ太郎                                 | Hugh           | No                   | Sí                          |
| いいひと                                                             | LOVERS POP          | 岡めぐみ                                | Ruri           | No                   | Sí                          |
| CLOVER                                                               | SNAPPY              | Rabbit's Foot                           | TSUBASA        | No                   | Sí                          |
| redraw lots                                                          | TOYBOX              | マロンちゃん                            | TOBY-S         | No                   | Sí                          |
| Ping Pong Boogie                                                     | TAKKYU BOOGIE       | School                                  | HOSHIO         | No                   | Sí                          |
| Loveholic                                                            | EMOTIONAL           | Sana                                    | KILI           | No                   | Sí                          |
| うぐいす                                                             | TWEET               | パーキッツ                              | Poet           | No                   | Sí                          |
| Bitter Sweets                                                        | GIRLS BAND 2        | THREEP                                  | Alice          | No                   | Sí                          |
| kaleidoscope                                                         | INFINITY            | ASparagus                               | Robitz         | No                   | Sí                          |
| New Sensation                                                        | SLASH BEATS         | 新堂敦士                                | Ash            | No                   | Sí                          |
| Secret songs                                                         |                     |                                         |                |                      |                             |
| ABSOLUTE                                                             | ROCK GUITAR         | dj TAKA feat.good-cool                  | TRAN           | Sí                   | Sí                          |
| Secret tale                                                          | SOFT ROCK from IIDX | dj nagureo feat.新谷さなえ              | SANAE♥chan     | Sí                   | Sí                          |
| I REALLY WANT TO HURT YOU                                            | POPS ENCHOLE        | Q-Mex                                   | POPPERS        | Sí                   | Sí                          |
| ブタパンチのテーマ                                                   | OI punk 0           | ブタパンチ                              | uowo           | Sí                   | Sí                          |
| 어찌됐든                                                             | HI-TEN K-MIX        | Ahn Sungyoon                            | MZD            | Sí                   | Sí                          |
| 夢添うてぃ (desmix)                                                  | DES-NAWA            | Des-ROW                                 | MZD            | Sí                   | Sí                          |
| 林檎と蜂蜜 (美味しさ倍増MIX)                                         | SHOWA KAYO REMIX    | APPLE MAN                               | MZD            | Sí                   | Sí                          |
| 光の季節                                                             | MELLOW REMIX        | 新谷さなえ                              | MZD            | Sí                   | Sí                          |
| Λngel Fish                                                           | TEΛRS               | ToMo K.                                 | tetra          | No                   | Sí                          |
| 25時ノ悪戯                                                           | NOSTALGIC           | 足立美幸                                | poto           | No                   | Sí                          |
| わたしのからだ                                                       | CITY POP 2          | 2Days                                   | Elle           | No                   | Sí                          |
| もりへいこうよ                                                       | NURSERY             | もりのおんがくたい                      | pretty         | No                   | Sí                          |
| この夜を越えろ! ～Break The Night～                                  | DANDY               | 植松和俊                                | Furlong        | No                   | Sí                          |
| 夢と現実                                                             | ENERGY ROCK         | P-4 laboratory                          | JAGUAR*B       | No                   | Sí                          |
| Hell? or Heaven?                                                     | CLASSIC 9           | Waldeous vön dovjak                     | HAMANOV        | No                   | Sí                          |
| Pop'n music 10 Previews                                              |                     |                                         |                |                      |                             |
| 青春スタイル in 2003                                                 | HAMA-SKA            | 亜熱帯マジ-SKA爆弾 feat. ワタナベマサキ | FOXY           | No                   | Sí                          |
| THE PLACE TO BE                                                      | CORE GROOVE         | Des-ROW feat. 真言                      | MISAKI         | No                   | Sí                          |
| 明鏡止水                                                             | ZEN-JAZZ            | TOMOSUKE feat. あさき                   | ikkei          | No                   | Sí                          |
| Provenientes del ee'MALL                                             |                     |                                         |                |                      |                             |
| jet coaster☆girl                                                     | JET COASTER         | TOMOSUKE feat. Three Berry Icecream     | YURI*chan      | Sí                   | Sí                          |
| Colors                                                               | TRANCE              | dj TAKA                                 | TRAN           | Sí                   | Sí                          |
| 1/6 billionth                                                        | HYPER J-POP 3       | TËЯRA                                   | JUDY           | Sí                   | Sí                          |
| そっと。                                                             | PUNK                | 鈴木愛                                  | Nyami          | Sí                   | Sí                          |

## Canciones largas
| Nombre                  | Género            | Artista                    | Personaje       | Disponible en Arcade | Disponible en PlayStation 2 |
| Long versions           | Long versions     | Long versions              | Long versions   | Long versions        | Long versions               |
| ----------------------- | ----------------- | -------------------------- | --------------- | -------------------- | --------------------------- |
| WE TWO ARE ONE          | SUPER EURO LONG   | Lala Moore                 | Elle            | Sí                   | Sí                          |
| blue moon sea           | MISTY LONG        | N.A.R.D. feat. Lala Moore  | Kagome          | Sí                   | Sí                          |
| カモミール・バスルーム  | SWEDISH LONG      | 常盤ゆう                   | risette         | Sí                   | Sí                          |
| secret Long versions    |                   |                            |                 |                      |                             |
| une fille dans la pluie | FRENCH POP J LONG | 新谷さなえ                 | SANAE♥chan      | Sí                   | Sí                          |
| 水中家族のテーマ        | CELT LONG         | パーキッツ                 | Poet            | Sí                   | Sí                          |
| SA-DA-ME                | HARD ROCK LONG    | good-cool feat. すわひでお | YOSHIO          | Sí                   | Sí                          |
| 大見解                  | HIP ROCK LONG     | Des-ROW・組                | 六              | Sí                   | Sí                          |
| Usual Days              | SYMPATHY LONG     | EGOISTIC LEMONTEA          | SUMIRE          | No                   | Sí                          |
| セイシュンing           | PURE LONG         | くまのきよみ               | nanako&soramame | No                   | Sí                          |
| Streams                 | PRELUDE LONG      | Waldeous vön dovjak        | Edward          | No                   | Sí                          |